# Ten York
 (mai 2023).
Si vous disposez d'ouvrages ou d'articles de référence ou si vous connaissez des sites web de qualité traitant du thème abordé ici, merci de compléter l'article en donnant les références utiles à sa vérifiabilité et en les liant à la section « Notes et références ».
Le Ten York est un gratte-ciel situé à Toronto, au Canada. Il s'élève à 224 mètres. Sa construction a été achevée en 2019.